# Подгорная (Новгородская область)
Подго́рная — деревня в Демянском муниципальном районе Новгородской области, входит в Полновское сельское поселение.

## История
В 1964 г. Указом Президиума ВС РСФСР деревня Мошенка переименована в Подгорную.

## Население
| 2010 |
| ---- |
| 13   |